# Mitopus koreanus
Espèce
Synonymes
- Leptobunus koreanus Roewer, 1957

Mitopus koreanus est une espèce d'opilions eupnois de la famille des Phalangiidae.

## Distribution
Cette espèce est endémique de Corée du Sud.

## Description
La femelle holotype mesure 5 mm.

## Systématique et taxinomie
Cette espèce a été décrite sous le protonyme Leptobunus koreanus par Roewer en 1957. Elle est placée dans le genre Mitopus par Cokendolpher en 1985.

## Étymologie
Son nom d'espèce lui a été donné en référence au lieu de sa découverte, la Corée.

## Publication originale
- Roewer, 1957 : « Über Oligolophinae, Caddoinae, Sclerosomatinae, Leiobuninae, Neopilioninae und Leptobuninae (Phalangiidae, Opiliones Palpatores). (Weitere Weberknechte XX). » Senckenbergiana biologica, vol. 38, no 5/6, p. 323–358.